# Villa Giardino
Villa Giardino är en ort i Argentina.   Den ligger i provinsen Córdoba, i den centrala delen av landet, 700 km nordväst om huvudstaden Buenos Aires. Villa Giardino ligger 1 086 meter över havet och antalet invånare är 4 679.
Terrängen runt Villa Giardino är huvudsakligen kuperad, men åt nordväst är den platt. Närmaste större samhälle är La Falda, 6,1 km söder om Villa Giardino.
Trakten runt Villa Giardino består i huvudsak av gräsmarker. Runt Villa Giardino är det ganska tätbefolkat, med 80 invånare per kvadratkilometer.